# Eparchie vídeňská a rakouská

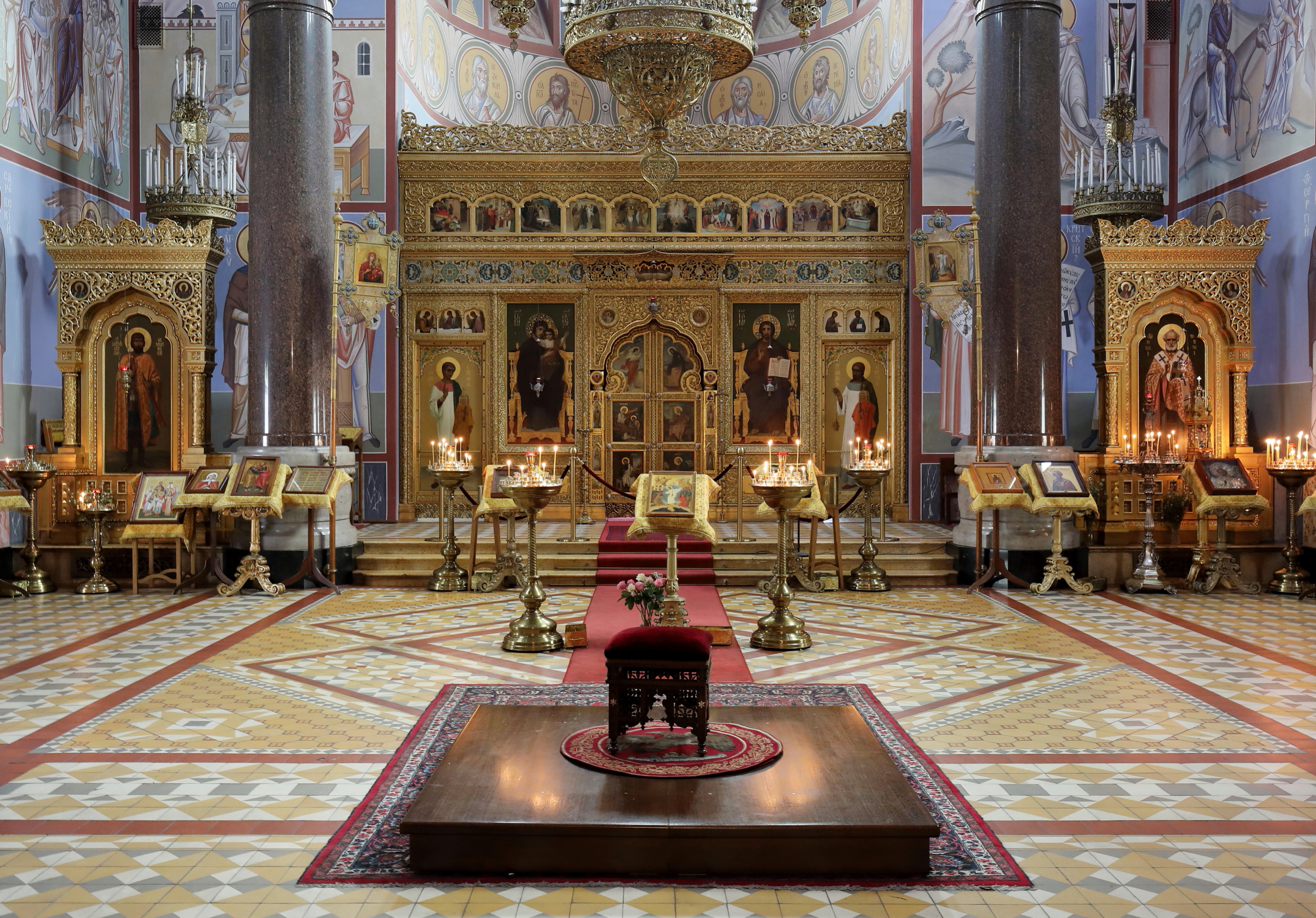
Interiér katedrály sv. Mikuláše

Eparchie vídeňská a celého Rakouska (německy Eparchie für Wien und Österreich, rusky Венская и Австрийская епархия), též Vídeňská a rakouská pravoslavná diecéze (Wiener und Österreichische Diözese) je diecéze (eparchie) Ruské pravoslavné církve. Eparchiální a diecézní katedrálou je chrám sv. Mikuláše ve 3. vídeňském městském okrese Landstraße.

## Organizace
Eparchie je organizačně podřízena Moskevskému patriarchátu, jejíž hlavou je patriarcha Kirill I., a tajemníkem v úřadu pro zahraniční instituce vykonávjícím úřad biskupa je Marek Golokov, arcibiskup jegorjevský, jenž je zástupcem take pro záležitosti eparchie budapešťské a celého Maďarska.

## Farnosti
- Ruská pravoslavná farnost při katedrále sv. Mikuláše ve Vídni
- Ruská pravoslavná farnost Bhorodice Ochranitelky ve Štýrském Hradci – liturgie se konají v kapli chrámového pokladu (Schatzkammerkapelle) v minoritském kostele ve Štýrském Hradci
- Farnost u sv. Novomučeníků Rusi v Linci – liturgie se konají v chrámu svatého Pavla Pichlinského v Linci

## Historie
Počátky ruské pravoslavné obce v Rakousko sahají do doby ruského cara Petra I. Velikého (1672–1725). Od roku 1899 ve Vídni existoval jeden farní kostel. Roku 1946 byl do Vídně vyslán exarcha Středoevropského patriarchátu, arcibiskup Sergij (Koroljov). a v roce 1951 byl ve Vídni zřízen děkanát. Diecéze pro celé Rakousko byla ustanovena roku 1962. Formální státní uznání proběhlo v roce 1967.

## Biskupové vídeňští a rakouští
- Sergij (Koroljov) (7. června 1946 – 17. listopadu 1948)
- Filaret (Denysenko) (16. listopadu 1962 – 22. prosince 1964)
- Varfolomej (Gondarovskij) (22. prosince 1964 – 7. července 1966)
- Jonatan (Kopolovič) (7. července 1966 – 7. října 1967) správce eparchie, biskup tegelský
- Melchisedek (Lebeděv) (7. října 1967 – 25. června 1970)
- German (Timofejev) (25. června 1970 – 3. září 1974)
- Viktorin (Beljajev) (3. září 1974 – 13. března 1975)
- Irinej (Susemihl) (13. března 1975 – 26. června 1999)
- Pavel (Ponomarjov) (28. prosince 1999 – 7. května 2003)
- Ilarion (Alfejev) (7. května 2003 – 31. března 2009)
- Marek (Golokov) (31. března 2009 – 22. října 2015) správce, arcibiskup jegorjevský
- Tichon (Zaicev) (22. října 2015 – 28. prosince 2017) správce, biskup jegorjevský
- Antonij (Sevrjuk) (28. prosince 2017 – 30. května 2019)
- Ioann (Roščin) (30. května 2019 – 14. března 2020)
- Alexij (Zanočkin) (od 14. března 2020) správce, biskup kafský